# Chad Michael Murray
Chad Michael Murray (ur. 24 sierpnia 1981 w Buffalo) – amerykański aktor telewizyjny i filmowy, model, scenarzysta, rzecznik prasowy.

## Życiorys

### Wczesne lata
Urodził się w Buffalo, w stanie Nowy Jork jako drugie z pięciorga dzieci Rexa Murraya, kontrolera ruchu lotniczego. Jego rodzina była pochodzenia angielskiego, irlandzkiego, polskiego, niemieckiego i szwajcarskiego. Dorastał wraz z trzema braćmi - Rexem, Nickiem i Brandonem, siostrą Shannon oraz przyrodnim bratem. Gdy miał dziesięć lat, jego matka opuściła rodzinę. W wieku trzynastu lat dorabiał jako woźny w sklepie z pączkami. Miał piętnaście lat, gdy grając w piłkę nożną został trafiony w brzuch i został przewieziony do szpitala. Tam jedna z pielęgniarek zasugerowała mu podjęcie zawodu modela.

### Kariera
W wieku siedemnastu lat wygrał stypendium w agencji modeli w rodzinnym mieście i zaczął występować w Orlando na Florydzie. Tam został dostrzeżony przez łowcę talentów Hollywood, który doradził Murrayowi, że powinien przenieść się do Kalifornii i spróbować sił w branży rozrywkowej.
W 1999, po ukończeniu szkoły średniej Clarence High School w Buffalo, pracował jako model dla Skechers, Tommy'ego Hilfigera i Gucci. Rok później trafił do serialu MTV Rozbieranie (Undressed, 2000), a następnie został obsadzony w roli Tristana DuGreya, aroganckiego kolegi Rory w sitcomie Kochane kłopoty (Gilmore Girls, 2000–2001). Największą popularność przyniosła mu jednak rola Lucasa Scotta w serialu Pogoda na miłość (One Tree Hill, 2003–2009).
28 maja 2010 Alicia Keys nagrała teledysk „Un-thinkable (I'm ready)” z jego udziałem.

### Życie prywatne
16 kwietnia 2005 jego żoną została Sophia Bush, koleżanka z planu serialu Pogoda na miłość. Pięć miesięcy później, 26 września para ogłosiła separację, a 29 grudnia 2006 wzięli rozwód. W latach 2007–2012 był zaręczony z modelką Kenzie Dalton. W 2014 związał się z Sarah Roemer, z którą się ożenił w styczniu 2015. Mają syna (ur. 31 maja 2015) i córkę (ur. 2017).

## Filmografia

### Filmy fabularne
- 2001: Megiddo (Megiddo: The Omega Code 2) jako David Alexander (16 lat)
- 2003: Zakręcony piątek (Freaky Friday) jako Jake
- 2004: Historia Kopciuszka (A Cinderalla Story) jako Austin Ames
- 2005: Dom woskowych ciał (House of Wax) jako Nick Jones
- 2006: Odwaga i nadzieja (Home of the Brave) jako Jordan Owens
- 2010: Christmas Cupid (Christmas Cupid ) jako Patrick
- 2010: Lies in Plain Sight (TV) jako Ethan McAllister
- 2011: Udręczeni 2 (The Haunting in Connecticut 2: Ghosts of Georgia, TV) jako Andy Wyrick
- 2014: Czasy ostateczne: Pozostawieni (Left Behind) jako Cameron "Buck" Williams
- 2015: To Write Love on Her Arms jako Jamie Tworkowski
- 2016: Bandyci i aniołki (Outlaws and Angels) jako Henry

### Filmy TV
- 2001: Długa droga do domu (Aftermath) jako Sean
- 2001: Murphy's Dozen
- 2003: Samotny strażnik (The Lone Ranger) jako Lone Ranger/Luke Hartman

### Seriale TV
- 2000: Rozbieranie (Undressed) jako Dan
- 2000: Diagnoza morderstwo (Diagnosis Murder) jako Ray Santucci
- 2000-2001: Kochane kłopoty (Gillmore Girls) jako Tristan DuGrey
- 2001-2002: Jezioro marzeń (Dawson's Creek) jako Charlie Todd
- 2002: Kryminalne zagadki Las Vegas (CSI: Crime Scene Investigation) jako Tom Haviland
- 2003-2009: Pogoda na miłość (One Tree Hill) jako Lucas Scott
- 2012: Pogoda na miłość (One Tree Hill) jako Lucas Scott
- 2013: Southland jako Dave Mendoza
- 2015: Agentka Carter (Marvel’s Agent Carter) jako Jack Thompson
- 2019: Riverdale jako Edgar Evernever